# تشو هينج
تشو هينج (بالصينية: 周恒) (24 نوفمبر 1985 في الصين - ) هو لاعب كرة قدم صيني في مركز الوسط. لعب مع نادي شينجيانغ تيانشان ليوبارد ونادي تشونغتشينغ ليانغجيانغ وWuhan Optics Valley F.C. ‏ ونادي ووهان.

## وصلات خارجية
- تشو هينج على موقع قاعدة بيانات كرة القدم.إي يو (الإنجليزية)
- تشو هينج على موقع Soccerway.com (الإنجليزية)